# Microptila apsara
Microptila apsara är en nattsländeart som beskrevs av Schmid 1960. Microptila apsara ingår i släktet Microptila och familjen smånattsländor. Inga underarter finns listade i Catalogue of Life.